# حكومة أحمد نامي الثانية ( حزيران 1926)

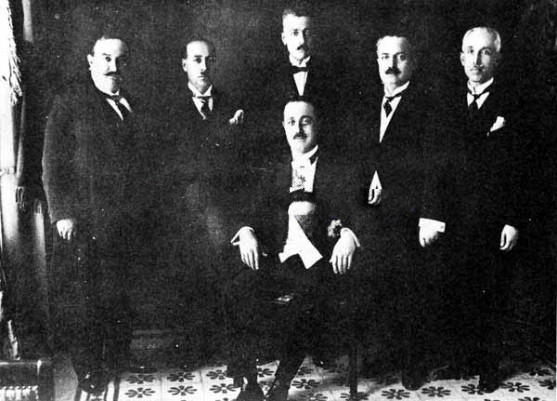
أحمد نامي رئيس الدولة متوسطًا أعضاء حكومته

تشكلت حكومة أحمد نامي الثانية بالقرار رقم 81 بتاريخ 12 حزيران 1926 المنشور بجريدة العاصمة العدد 293. واستمرت حتى شُكلت حكومة بديلة وذلك بالقرار رقم 540 بتاريخ 2 كانون الأول 1926·
وهي عاشر حكومة في تاريخ سوريا الحديث وثالث حكومات الدولة السورية وثاني حكومة برئاسة أحمد نامي وآخر الحكومات المشكلة في عهد المفوض الفرنسي هنري دي جوفنيل، كذلك تعتبر من أقصر الحكومات السورية عمرًا إذ امتدت ولايتها بين 12 يونيو و12 أكتوبر أي أربع أشهر فقط، إذ إنها شكلت في مرحلة قمع الثورة السورية الكبرى وما رافق ذلك من عمليات عسكرية واعتقالات، استقالة الحكومة في 12 أكتوبر 1926 بعد وصول المفوض الفرنسي الجديد هنري بونسو إلى سوريا. وعلى العكس من سابقتها حكومة أحمد نامي الأولى والتي اشتملت على أسماء شخصيات وطنية من أمثال فارس الخوري فإن هذه الحكومة كانت جميعها من المقربين للانتداب، واشتملت على وزيرين من آل العظم، لتكون بذلك أول حكومة تشمل وزيرين من عائلة واحدة.

## أبرز منجزاتها
خلال عهد هذه الحكومة توصل رئيس الدولة أحمد نامي والمفوض الفرنسي دي جوفنيل إلى اتفاق يقضي بالدعوة لانتخابات تتولى سن دستور للبلاد وتحويل الانتداب إلى اتفاقية مدتها ثلاثين عامًا بين الدولة و فرنسا تحدد بموجبها حقوق وواجبات الطرفين، على أن يعمل بهذه الاتفاقية بعد تصديق المجلس النيابي السوري المزمع انتخابه في أعقاب وضع دستور للبلاد عليها. لم ينجح دي جوفنيل في إقناع باريس بهذه الاتفاقية وقدم استقالته علمًا أنه قد نجح في ذلك في لبنان فوضع الدستور اللبناني وانتخب شارل دباس رئيسًا للجمهورية. كما عملت الحكومة على ضم لواء إسكندرون لكن الضم ظل مؤقتًا إذ عاد وفصل عام 1936، كما أنها فشلت في ضم حكومة اللاذقية إلى أراضي الدولة السورية. كذلك فإنه كان من المقرر أن يصدر أحمد نامي عفوًا عامًا مقابل إنهاء الثورة السورية الكبرى سلميًا وإعلان الوحدة السورية الكاملة، غير أنه عاد عن توجيه خطاب للشعب بذلك مرفقًا بالعفو العام، ويشير البعض من المؤرخين إلى أن واثق المؤيد العظم وزير الداخلية، هو من أعاق هذه الخطوة بعد أن وعده نائب المفوض فرانسوا بيير أليب بأنه يخلف الداماد في رئاسة الحكومة وهو ما لم يتم. وبنتيجة قصر ولاية هذه الحكومة، فلم تسجل لها إنجازات عامة على صعيد الإدارة أو الاقتصاد أو التشريعات النافذة.

## التشكيل الوزاري
تألفت حكومة أحمد نامي الثانية من الوزراء:
| المنصب                        | الصورة | شاغل المنصب                | في المنصب من   | في المنصب حتى      |  |
| ----------------------------- | ------ | -------------------------- | -------------- | ------------------ |  |
| رئيس الدولة ورئيس الوزراء     |        | أحمد نامي                  | 4 أيـار 1926   | 15 شباط 1928       |  |
| وزير الداخلية                 |        | واثق المؤيد العظم          | 12 حزيران 1926 | 2 كانون الأول 1926 |  |
| وزير الزراعة والاقتصاد        |        | واثق المؤيد العظم بالوكالة | 12 حزيران 1926 | 2 كانون الأول 1926 |  |
| وزير العدلية                  |        | يوسف الحكيم بالوكالة       | 4 أيـار 1926   | 15 شباط 1928       |  |
| وزير اللأشغال العامة والتجارة |        | شكيب ميسر                  | 12 حزيران 1926 | 2 كانون الأول 1926 |  |
| وزير المالية                  |        | عبد القادر العظم           | 12 حزيران 1926 | 2 كانون الأول 1926 |  |
| وزير المعارف                  |        | شاكر الحنبلي               | 12 حزيران 1926 | 15 شباط 1928       |  |

| سبقه حكومة أحمد نامي الأولى | الحكومات في سوريا حكومة أحمد نامي الثانية | تبعه حكومة أحمد نامي الثالثة |

## روابط خارجية
- الحكومات السورية على موقع رئاسة مجلس الوزراء
- الحكومات السورية على موقع مجلس الشعب السوري
- وزارات الدولة على بوابة الحكومة الإلكترونية السورية
- الوزارات والهيئات الحكومية على موقع مجلس الشعب السوري